# Loddigesia mirabilis
El colibrí cola de espátula, colibrí maravilloso o colibrí admirable (Loddigesia mirabilis) es una especie de ave apodiforme de la familia Trochilidae (los colibríes), la única perteneciente al género Loddigesia. Es endémico de una pequeña región andina del norte de Perú.

## Distribución y hábitat

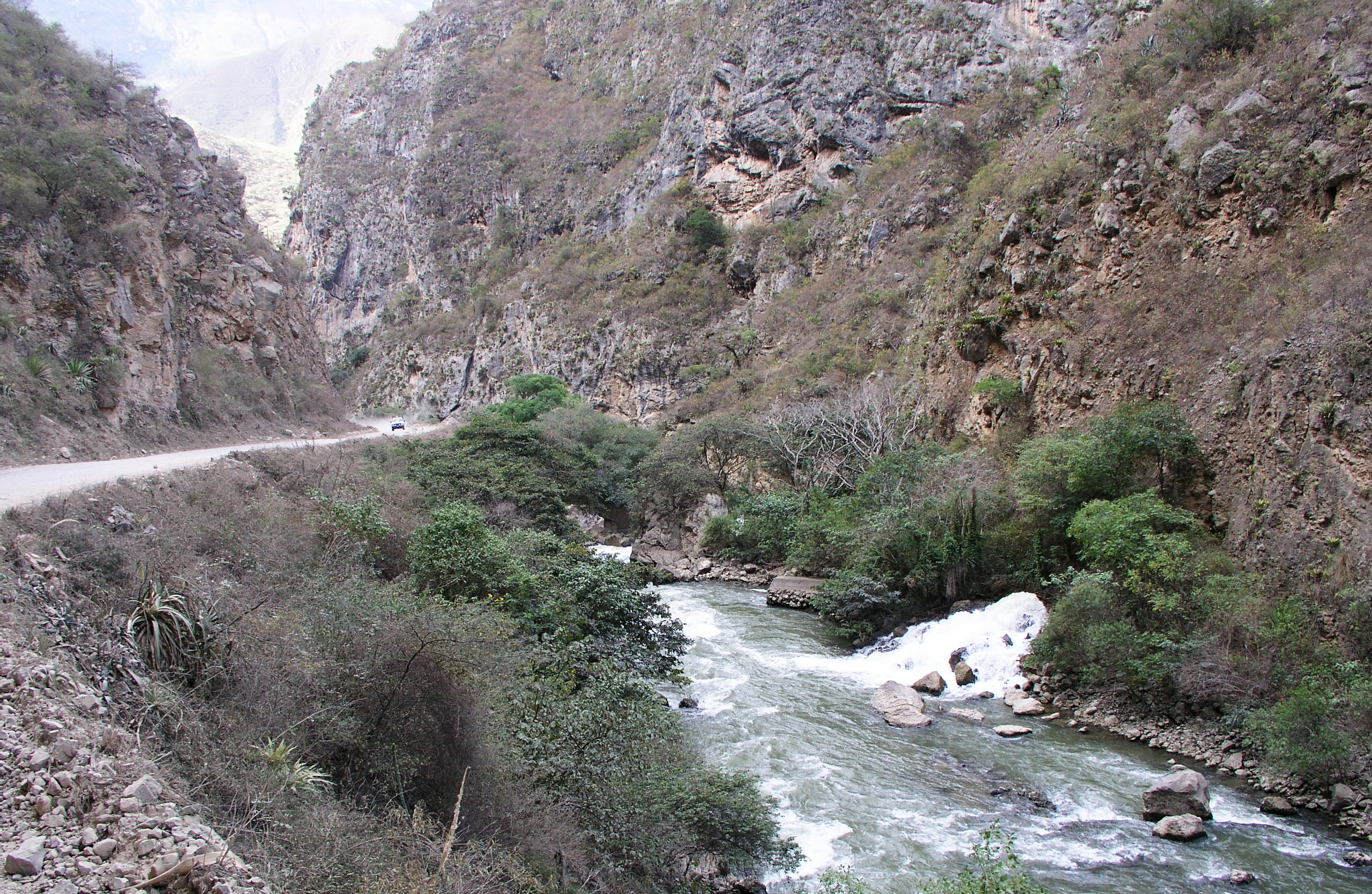
Río Utcubamba en Chachapoyas, Amazonas, ejemplo de hábitat de la especie.

Se encuentra únicamente en el norte de Perú, a lo largo de la margen oriental río Utcubamba en el departamento de Amazonas; también fue registrado bien más al este en San Martín.
Esta especie es considerada poco común en sus hábitats naturales: los bordes de selvas húmedas, crecimientos secundarios y matorrales montañosos, como Rubus mezclado con algunos Alnus, en campo abierto, valles íngremes y gargantas, en altitudes entre 2100 y 2900 m.

## Estado de conservación
El colibrí cola de espátula había sido calificado como «amenazado de extinción» debido a su pequeña área de distribución y población. En nueva revaluación realizada en 2023 fue calificado como «casi amenazado» por la Unión Internacional para la Conservación de la Naturaleza (IUCN), debido a su pequeña zona de distribución, estimada en 2000 a 3000 km2 y su reducida población, estimada en 1000 a 2500 individuos maduros  que se presume estar en decadencia como resultado de la degradación de su hábitat debido a las actividades humanas, tales como deforestación para agricultura y ganadería, urbanizaciones y caza. No existen áreas protegidas dentro de su zona.
En 2005, la organización American Bird Conservancy en colaboración con la organización conservacionista peruana ECOAN, firmaron un acuerdo con la comunidad Pomacochas para proteger y gerenciar un área de 0,4km2 de hábitat significativo. Más de 30 000mudas de árboles y arbustos nativos han sido plantada en el área.

## Descripción
El macho mide 17 cm de longitud, incluyendo los 12 cm de su larga cola, la hembra mide 9,5 cm. El pico es corto y apenas curvo. Fuerte dimorfismo sexual. El macho exhibe un babero verde-azulado y dorado, resplandeciente; una faja negra a lo largo del centro del vientre blanco; larguísimas rectrices externas con ápice en forma de raqueta. La hembra tiene la garganta y partes inferiores de color blanco sucio, punteadas de verde-oliváceo a los lados del pecho y flancos; las subcaudales son blancas y sobrepasan la cola negro-azulada, las rectrices externas tienen forma de paletas.
El colibrí cola de espátula es único entre las aves, pues tiene sólo cuatro plumas en la cola. Su característica más destacada es la presencia en el macho de dos largas plumas exteriores en la cola con forma de raqueta que se cruzan mutuamente y terminan en dos grandes discos azul-violáceos o «espátulas», que puede moverlas independientemente; su cola mide el doble de su longitud.

## Sistemática

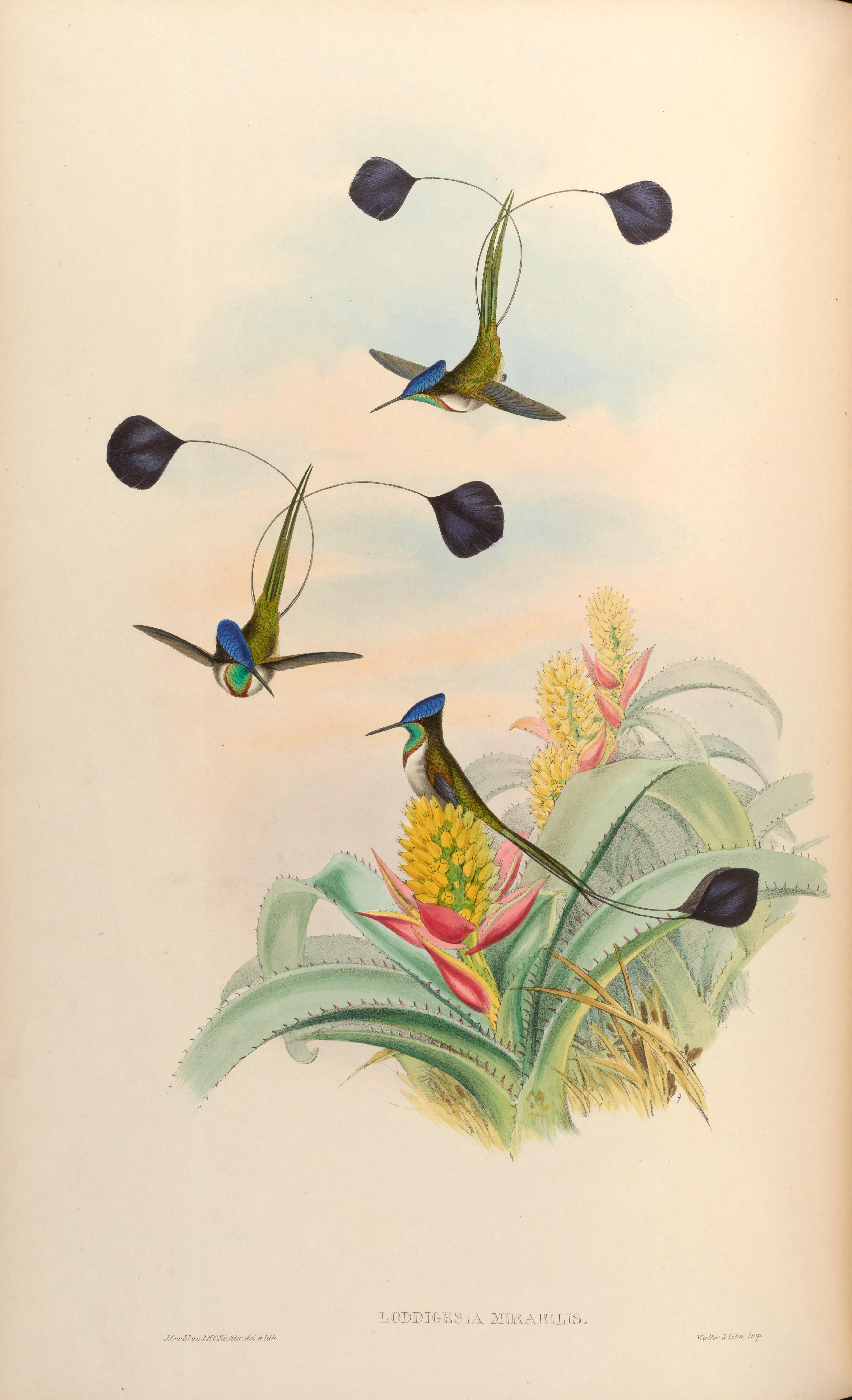
Loddigesia mirabilis (en una flor de Aechmea mucroniflora), ilustración de Gould y Richter en A monograph of the Trochilidae, or family of humming-birds 3, 1861.

### Descripción original
La especie L. mirabilis fue descrita por primera vez por el ornitólogo francés Jules Bourcier en 1847 bajo el nombre científico Trochilus mirabilis; su localidad tipo es: «Chachapoyas, Perú».
El género Lodiggesia fue propuesto por el zoólogo francés Charles Lucien Bonaparte en 1850 y la especie tipo originalmente designada fue Trochilus mirabilis, la presente especie.

### Etimología
El nombre genérico femenino «Lodiggesia» conmemora al naturalista británico George Loddiges
(1786–1846); y el nombre de la especie «mirabilis», en latín significa ‘maravilloso’.

### Taxonomía
Los amplios estudios de filogenética molecular de McGuire et al. (2014) de la familia Trochilidae, encontraron que la presente especie está embutida dentro del género Eriocnemis. Si efectivamente se realiza el traslado para este género, sería necesario alterar el nombre de la especie Eriocnemis mirabilis, ya que la presente tiene prioridad. Es monotípica.